# Taça Laçador de Futsal
A Taça Laçador de Futsal é uma competição de futsal organizado pela Liga Gaúcha de Futsal, envolvendo clubes gaúchos. A competição foi criada para complementar o calendário de jogos das equipes do Gauchão de Futsal Série B, semelhante à Taça de Inverno de Futsal.
A primeira edição, em 2022, homenageou o ex-goleiro de Futsal Eugênio Portillo. Edição esta que teve como campeão (primeiro da competição) a equipe da AGSL.

## Edições

### 2022
| Pos | Equipes      | Pts | J | V | E | D | GP | GC | SG  | %  | Classificação             |
| --- | ------------ | --- | - | - | - | - | -- | -- | --- | -- | ------------------------- |
| 1   | Soberano     | 13  | 6 | 4 | 1 | 1 | 17 | 8  | +9  | 72 | Classificados à semifinal |
| 2   | AGSL         | 13  | 6 | 4 | 1 | 1 | 27 | 6  | +21 | 72 | Classificados à semifinal |
| 3   | Verona       | 9   | 6 | 3 | 0 | 3 | 23 | 24 | -1  | 50 | Classificados à semifinal |
| 4   | Boca Juniors | 0   | 6 | 0 | 0 | 6 | 7  | 36 | -29 | 0  | Classificados à semifinal |

| Equipe 1     | Total                 | Equipe 2 | 1.º jogo | 2.º jogo |
| ------------ | --------------------- | -------- | -------- | -------- |
| Verona       | 1-10                  | AGSL     | 1–4      | 0–6      |
| Boca Juniors | 6–13 (0−0 pr - 4−5 p) | Soberano | 4–3      | 2–10     |

| Equipe 1 | Total | Equipe 2 | 1.º jogo | 2.º jogo |
| -------- | ----- | -------- | -------- | -------- |
| Soberano | 3-4   | AGSL     | 0–1      | 3–3      |

| Taça Laçador 2022        |
| ------------------------ |
| AGSL Campeão (1º título) |

## Títulos por equipe
| Equipe       | Cidade           | Títulos  | Vices    | Semifinais |
| ------------ | ---------------- | -------- | -------- | ---------- |
| AGSL         | São Luiz Gonzaga | 1 (2022) | 0        | 0          |
| Soberano     | Sarandi          | 0        | 1 (2022) | 0          |
| Boca Juniors | Coxilha          | 0        | 0        | 1 (2022)   |
| Verona       | Vera Cruz        | 0        | 0        | 1 (2022)   |